# Thorrenc
Thorrenc ist eine französische Gemeinde im Département Ardèche in der Region Auvergne-Rhône-Alpes. Sie gehört zum Kanton Annonay-2 im Arrondissement Tournon-sur-Rhône. Sie grenzt im Nordwesten an Saint-Cyr, im Norden an Saint-Désirat (Berührungspunkt), im Nordosten an Saint-Étienne-de-Valoux, im Südosten an Talencieux und im Südwesten an Vernosc-lès-Annonay.

## Bevölkerungsentwicklung
| Jahr                       | 1962 | 1968 | 1975 | 1982 | 1990 | 1999 | 2008 | 2017 |
| -------------------------- | ---- | ---- | ---- | ---- | ---- | ---- | ---- | ---- |
| Einwohner                  | 100  | 103  | 84   | 97   | 152  | 185  | 232  | 233  |
| Quellen: Cassini und INSEE |      |      |      |      |      |      |      |      |

## Sehenswürdigkeiten
- Schloss von Thorrenc, Monument historique
- Kirche Saint-Clair

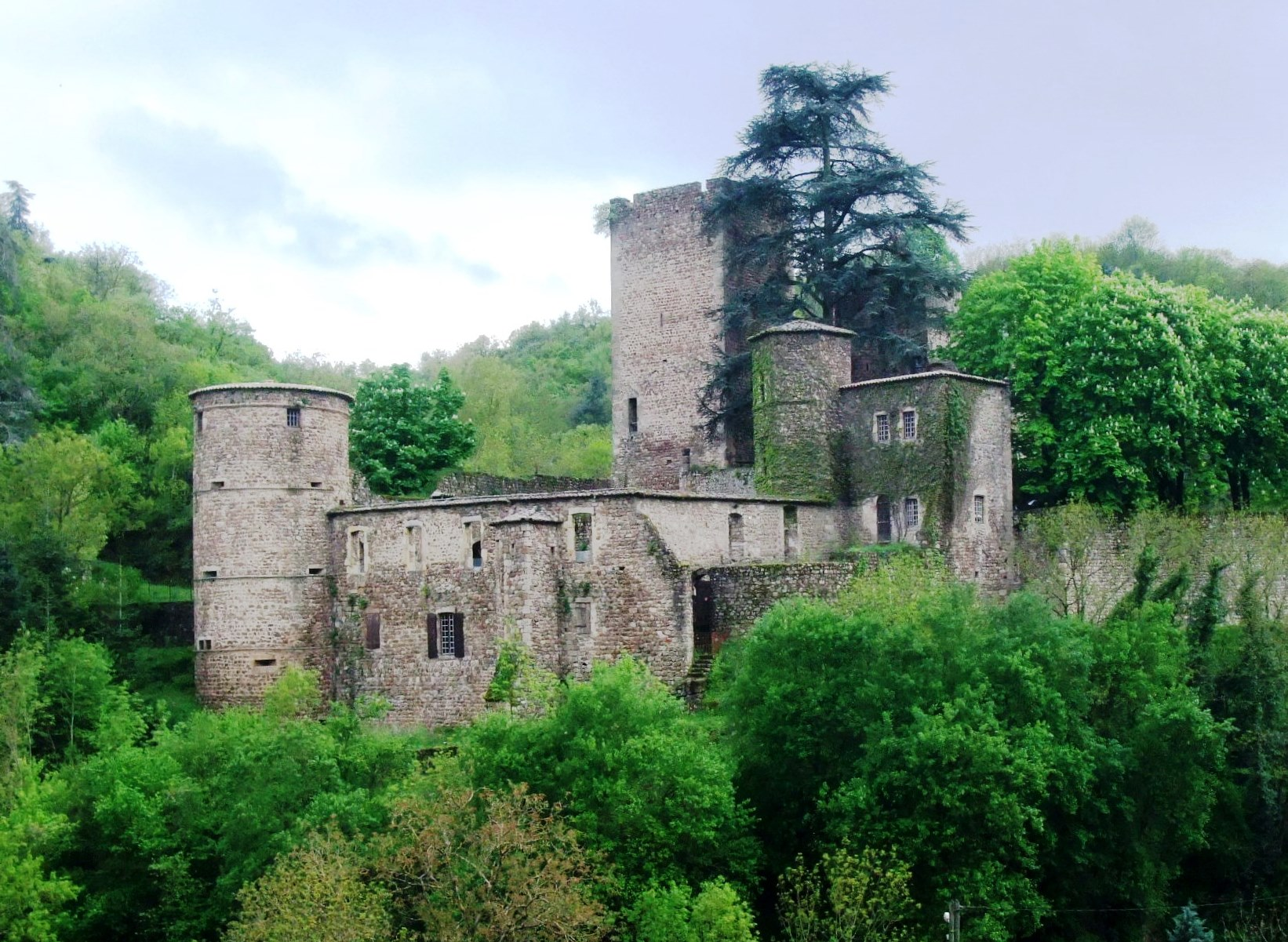
Schloss von Thorrenc
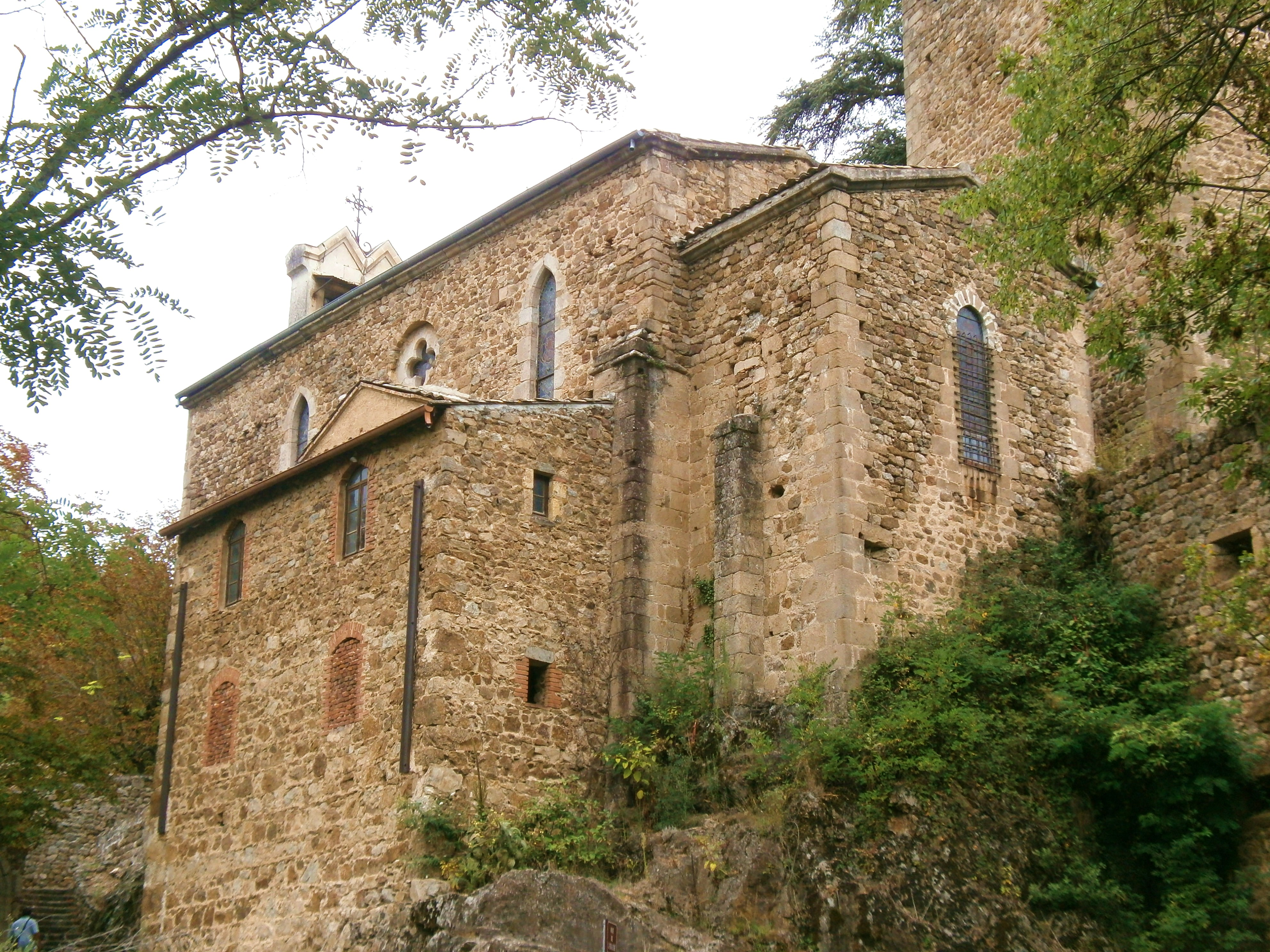
Kirche Saint-Clair